# Christophe Stevens
 (novembre 2023).
Pour les articles homonymes, voir Stevens.
Christophe Stevens (né le 10 août 1974 à Grammont,) est un coureur cycliste belge, actif dans les années 1990 et 2000.

## Biographie
Chez les amateurs, Christophe Stevens se fait principalement remarquer par ses qualités de routier-sprinteur. Il est notamment sacré champion provincial de Flandre-Occidentale en 2000. L'année suivante, il remporte une étape du Tour de Tarragone, le Grand Prix de la ville de Vilvorde ainsi qu'une étape du Triptyque ardennais, qu'il termine à la troisième place. Il devient par ailleurs vice-champion des Belgique dans la catégorie des élites sans contrat. 
Il passe finalement professionnel en 2002 au sein de la structure Marlux-Ville de Charleroi, alors qu'il est âgé de vingt-cinq ans. Sous ses nouvelles couleurs, il brille sur le Tour de la Région wallonne en terminant cinquième d'une étape et dixième du classement général. En 2003, il prend la neuvième place du Championnat des Flandres. Il effectue ensuite une dernière saison en 2005 au sein de l'équipe continentale Skil-Moser, qui évolue sous licence néerlandaise. Avec cette formation, il obtient son meilleur résultat au mois de mai en finissant troisième d'une étape du Tour de l'Alentejo. 

## Palmarès
- 2000
  - Champion de Flandre-Orientale
  - Zwevezele Koers
  - 3e de Gand-Staden
  - 3e du Grand Prix d'Affligem
  - 3e du championnat de Belgique des élites sans contrat
- 2001
  - Grand Prix de la ville de Vilvorde
  - 1re étape du Triptyque ardennais
  - 2e du Grand Prix de Nogent-sur-Oise
  - 2e du championnat de Belgique des élites sans contrat
  - 2e de l'Omloop van de Grensstreek
  - 3e du Triptyque ardennais